# Julius Geppert
August Julius Geppert (Berlino, 7 novembre 1856 – Gießen, 12 marzo 1937) è stato un farmacologo tedesco.

## Biografia
Studiò medicina presso le università di Heidelberg e Berlino, conseguendo i il dottorato nel 1880 con una tesi intitolata Die Gase des arteriellen Blutes im Fieber (I gas arteriosi del sangue durante la febbre). Dal 1880 al 1885 lavorò come assistente alla seconda clinica medica di Berlino, e l'anno successivo docente presso l'Università di Bonn. Dal 1893 fu professore associato di farmacologia, raggiungendo il titolo di "professore" nel 1899 presso l'Università di Giessen.
Geppert è ricordato per la ricerca che coinvolge la fisiologia della respirazione, dell'anestesia e dell'igiene. Con il fisiologo Nathan Zuntz (1847-1920), sviluppò il Zuntz-Geppert'schen Respirationsapparat (apparato respiratorio Zuntz-Geppert).

## Opere principali
- Ueber die Wirkungen der verdünnten Luft auf den Organismus, con Albert Fraenkel, Berlin 1883.
- Die Gasanalyse und ihre physiolog. Anwendung, Ib. 1885.
- Über die Regulation der Athmung, con Nathan Zuntz, 1888.
- Über das Wesen der Blausäurevergiftung, 1889
- Zur Lehre von den Antisepticis, 1889
- Ueber desinficirende Mittel und Methoden, 1890
- Zur Methodik der Gasanalyse, 1898.
- Eine neue Narcosenmethode, 1899.